# Turniketem do ráje
Turniketem do ráje (2015) je první sampler písniček českých písničkářů sdružených pod značkou Osamělí písničkáři. Obsahuje 15 písniček, které vybral Jan Jeřábek. Vyšel na značce Galén.

## Seznam písniček
1. Jan Burian: Do ráje /2:49
2. Dagmar Andrtová-Voňková: Nádech /3:32
3. Jiří Konvrzek: Možná /2:38
4. Martin Evžen Kyšperský: Potrubí /2:00
5. Marka Míková: Od země do země /2:11
6. Jiří Dědeček: Agnostik Pepa /4:53
7. Petr Nikl: Skrze sebe /2:53
8. Jan Jeřábek: Křesťanský koan /3:55
9. Ondřej Škoch a Zuzana Homolová: Naslouchám do temnoty /4:43
10. Karel Diepold: Koleda /1:19
11. Jiří Smrž: Otče noci /4:25
12. Petr Linhart: Maria Stock /2:58
13. Jana Šteflíčková: Brouk potemník /2:58
14. Daniel Fikejz: Cesta /2:56
15. Karel Vepřek: Mám v sobě pokoj /3:46